# Tomelilla distrikt
Tomelilla distrikt är ett distrikt i Tomelilla kommun och Skåne län. 
Distriktet ligger i och omkring Tomelilla. 

## Tidigare administrativ tillhörighet
Distriktet inrättades 2016 och utgörs av en del av det område Tomelilla köping omfattade till 1971, delen som köpingen omfattade intill 1952. 
Området motsvarar den omfattning Tomelilla församling hade 1999/2000.